# Urnula craterium
A Urnula craterium é uma espécie de fungo da família Sarcosomataceae. Seus ascomas aparecem no início da primavera e possuem forma de taça e cor escura. O estágio assexuado (imperfeito) ou conidial da U. craterium é um patógeno de planta conhecido como Conoplea globosa, que causa a doença do cancro em carvalho e várias outras espécies de árvores de madeira de lei.
A Urnula craterium é parasita do carvalho e de várias outras madeiras de lei; ela também é saprófita, pois os ascomas também se desenvolvem em madeira morta caída. A espécie é distribuída no leste da América do Norte, Europa e Ásia. Ela produz compostos bioativos que podem inibir o crescimento de outros fungos.

## Taxonomia
A Urnula craterium foi descrita pela primeira vez em 1822 pelo botânico americano Lewis David von Schweinitz como Peziza craterium, com base em um espécime encontrado na Carolina do Norte, Estados Unidos. A espécie apareceu pela primeira vez na literatura científica com seu nome atual quando Elias Magnus Fries descreveu o novo gênero Urnula em 1849 e definiu P. craterium como a espécie-tipo. Em 1896, o micologista alemão Heinrich Rehm transferiu a espécie para Geopyxis e declarou a Urnula terrestris relacionada perifericamente como a nova espécie-tipo. Elsie Kupfer escreveu a Rehm para esclarecer a justificativa de sua decisão e, mais tarde, explicou:
Urnula craterium foi colocado com suas espécies relacionadas sob Geopyxis, porque Geopyxis foi estabelecido por Persoon antes de Urnula por Fries; e que, para manter o gênero Urnula, sob o qual Saccardo havia colocado Podophacidium terrestre de Niessl, [Rehm] restringiu o gênero a esse último fungo.
Como explica Kupfer, Rehm não justificou por que acreditava que a U. craterium deveria ser aliada à Geopyxis, ou por que a Podophacidium terrestre deveria ser considerada uma Urnula. A análise macro e microscópica de Kupfer dos tecidos desses gêneros e de gêneros relacionados provou que U. craterium representava um gênero não relacionado a Geopyxis, e a classificação de Fries foi restaurada.
O nome do gênero significa "pequena urna"; o epíteto específico é derivado do latim cratera, referindo-se a um tipo de tigela usada na antiguidade para misturar vinho com água. É comumente conhecida como urna do diabo (the devil's urn) e urna cinza (gray urn).

## Descrição

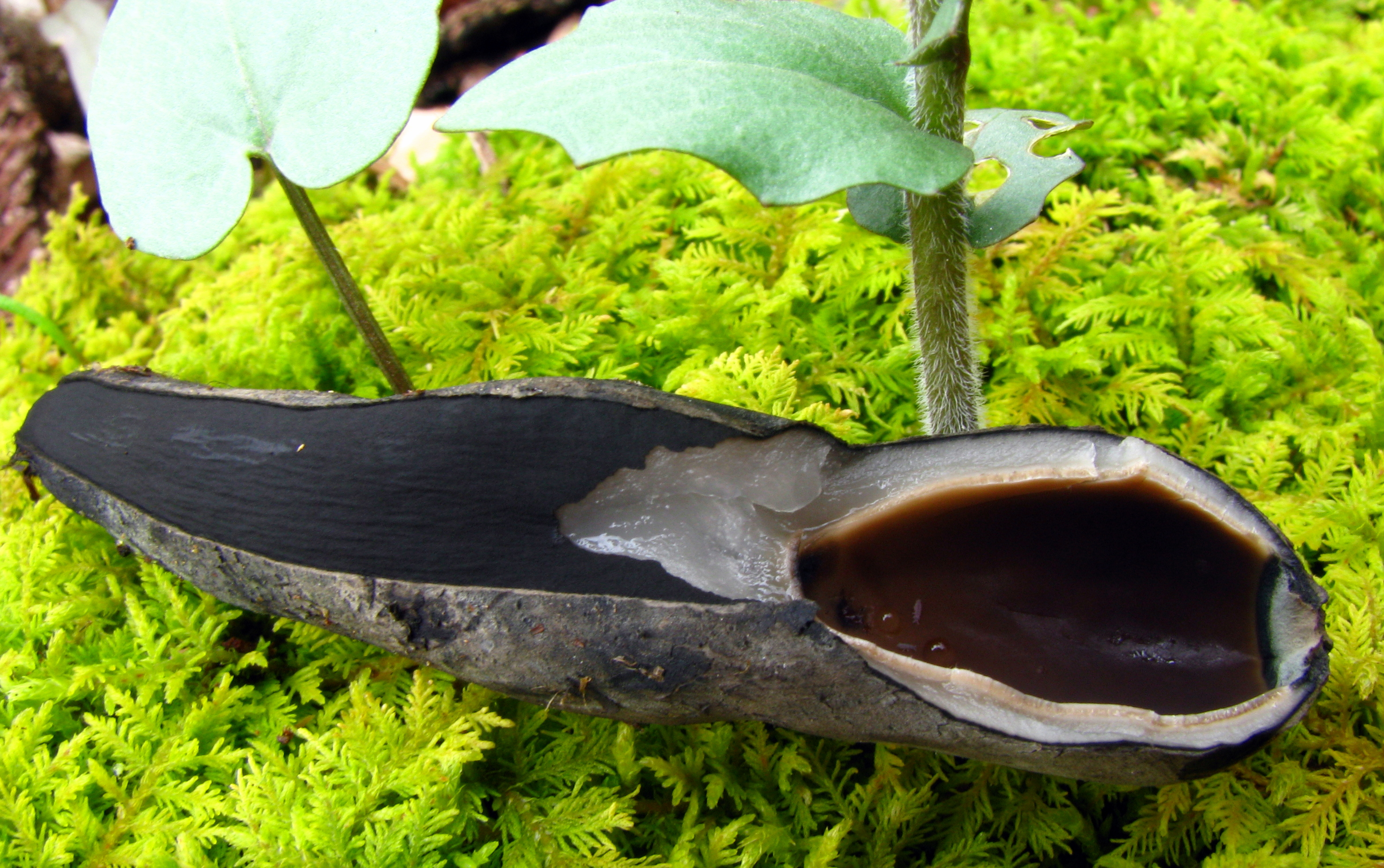
Um espécime imaturo dividido em duas partes, com o copo ainda não aberto.

Os ascomas começam a partir de um micélio denso e preto na superfície dos galhos de carvalho em contato com o solo. Começando como rolos de tecido cilíndrico com 1 cm ou mais de comprimento e 3 a 4 mm de largura, eles se expandem lentamente durante o inverno e crescem rapidamente na primavera, quando o clima fica mais quente.
O ascoma em forma de taça (tecnicamente um apotécio) tem 3-4 cm de diâmetro e 4-6 cm de profundidade; inicialmente é fechado, mas se abre à medida que amadurece, deixando uma margem irregular ou lisa enrolada em torno de uma abertura redonda. A carne das paredes do ascoma é dura e inicialmente gelatinosa, tornando-se mais tarde coriácea. A parte externa do ascoma é preta amarronzada a preta, com uma superfície aveludada, enquanto a superfície interna que contém os esporos, o himênio, é de cor preta amarronzada, geralmente um pouco mais pálida do que a parte externa. A superfície externa pode ser parcialmente coberta por pequenas manchas de tecido em forma de escamas. Quando observados com uma lupa, os "pelos" (hifas fúngicas) que compõem a superfície externa aveludada têm comprimento variável e paredes grossas, sem corte e parecem serpentear de um lado para o outro (flexuosos). O ascoma é conectado a um estipe que normalmente tem 3-4 cm de comprimento por 0,4-0,8 cm de espessura, com micélios pretos em sua base.

### Características microscópicas

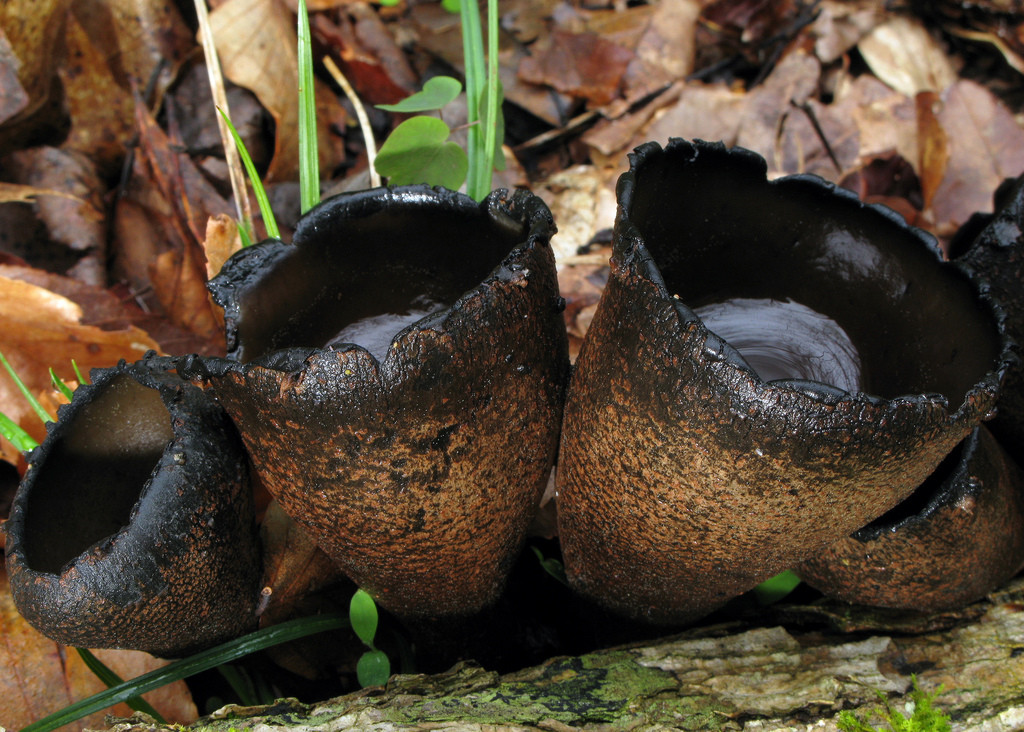
Encontrado no Condado de Jackson, Alabama, Estados Unidos

Os esporos são elipsoides ou em forma de salsicha (alantoides), lisos e de paredes finas. Eles não são amiloides (não absorvem a coloração de iodo) e são hialinos (translúcidos), com dimensões de 22-37 por 10-15 μm. As células portadoras de esporos, os ascos, têm oito esporos, são cilíndricos e medem 600 por 15-17 μm. Eles são operculados, com um mecanismo de tampa para liberar os esporos. Entre os ascos há paráfises finas, filamentosas e ramificadas que se estendem além da parte superior dos ascos.
Vista com um microscópio, a parede do apotécio é composta por três camadas de tecido de espessura aproximadamente igual. A primeira camada de tecido é preta, coriácea e compacta, coberta por uma fina camada de pelos preto-acastanhados (um tomento); a segunda camada consiste em hifas marrons frouxamente entrelaçadas suspensas em uma matriz gelatinosa. A terceira camada é a superfície fértil e portadora de esporos, o himênio marrom-escuro.

### Desenvolvimento dos esporos
Os esporos de U. craterium têm uma porcentagem rápida e alta de germinação. A germinação requer apenas 1,5 hora, um tempo relativamente curto em comparação com outra espécie inoperculada da mesma família, Sarcoscypha coccinea, que requer 48 horas. Além disso, a germinação é possível em uma ampla faixa de temperatura, de 5 °C a 35 °C, e em uma ampla faixa de pH do solo; a qualidade e a quantidade de luz não afetam a germinação, embora a exposição prolongada à luz reduza a eficiência da germinação.

### Estado imperfeito
O ciclo de vida da Urnula craterium permite tanto uma forma imperfeita (produzindo esporos assexuados ou conídios) quanto perfeita (produzindo esporos sexuais); como ocorre com frequência na taxonomia de fungos, a forma imperfeita recebeu um nome diferente, porque a relação entre as formas perfeitas e imperfeitas da mesma espécie não era conhecida na época. O estágio imperfeito da Urnula craterium é a espécie fitopatogênica Conoplea globosa, conhecida por causar antracnose (doença do cancro) no carvalho e de várias outras madeiras de lei.

### Espécies semelhantes

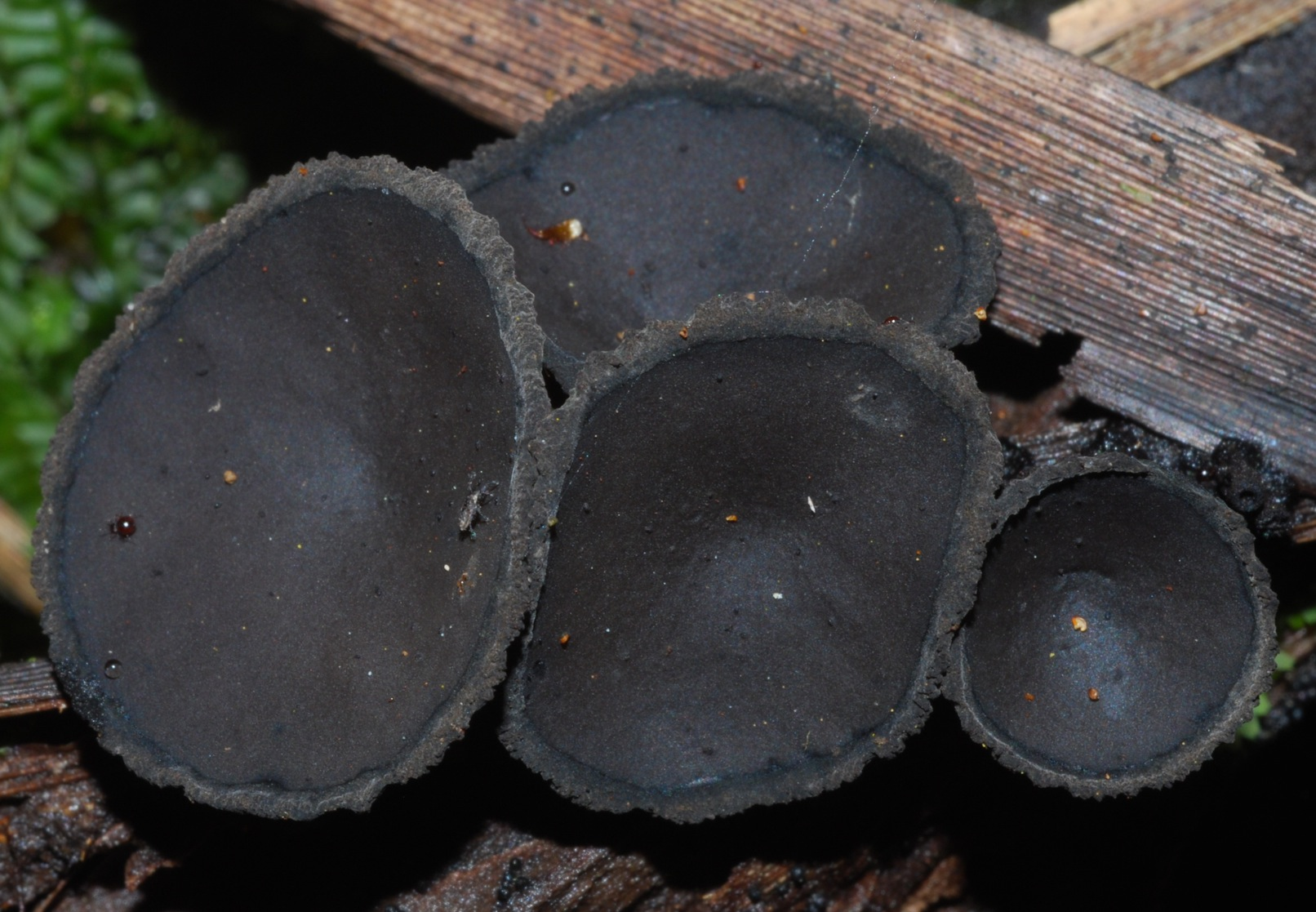
Plectania melastoma é uma espécie semelhante.

A Urnula padeniana, bem como a maioria das espécies de Plectania e Pseudoplectania, são semelhantes, mas geralmente têm uma cor preta mais sólida e não possuem crostras. A Plectania melastoma é menor e o copo não é tão profundo. Bulgaria inquinans tem um copo muito raso e Pseudosarcosoma latahense não tem o interior gelatinoso.

## Habitat e distribuição
A Urnula craterium cresce isolada ou em grupos, geralmente presa galhos (especialmente de carvalho) que estão parcialmente enterrados no solo. O estado teleomorfo é saprófito e decompõe a madeira de lei; o estado anamorfo é parasitário e causa o cancro em várias madeiras de lei, incluindo carvalhos, Carya, Tilia americana e faias. É frequentemente encontrada em florestas decíduas, embora as vezes seja imperceptível devido à sua cor escura e porque pode estar parcialmente coberta por folhas. Um dos primeiros fungos carnudos a aparecer de março a maio, o U. craterium foi apelidado de "prenúncio da primavera", e as vezes é encontrado sob a neve derretida.
A distribuição da U. craterium inclui o leste da América do Norte, a Europa (incluindo a República Tcheca, a Finlândia, e a Espanha), o Japão, e a China. Ela está na lista vermelha como criticamente ameaçada de extinção na República Tcheca.

## Usos

### Comestibilidade
Essa espécie é frequentemente listada em guias de campo como não comestível, ou não recomendada para consumo devido à sua textura dura. Michael Kuo, em seu livro de 2007 sobre cogumelos comestíveis, lista o sabor como "medíocre" e comenta que "não é tão ruim quanto pensava que seria. Não é boa, veja bem, mas seria possível comê-la com um sorriso forçado se sua tia Wanda a servisse para você".

### Compostos bioativos
A Urnula craterium, quando cultivada em cultura líquida, produz substâncias químicas bioativas que inibem o crescimento de outros fungos patogênicos para o álamo; especificamente, essas substâncias químicas são antagônicas aos fungos Ophiostoma crassivaginatum e O. piliferum, bem como ao fungo de decomposição da madeira Phellinus tremulae. No entanto, nenhum dos compostos isolados inibe os patógenos do álamo in vitro, sugerindo que a verdadeira natureza do mecanismo antifúngico ainda não foi resolvida.